# Eleocharis chamaegyne
Eleocharis chamaegyne là loài thực vật có hoa trong họ Cói. Loài này được L.T.Eiten mô tả khoa học đầu tiên năm 1972.